# Colby Keller
Richard John Sawka II (Ypsilanti, Míchigan; 18 de octubre de 1980), más conocido como Colby Keller, es un actor pornográfico, modelo, artista visual y bloguero estadounidense.

## Biografía
Nació en Míchigan el 18 de octubre de 1980, pero poco después se trasladó a Houston con su familia. Y luego al instituto de la Universidad de Maryland de Arte de Baltimore, con especialidad en antropología y también un MFA (Master of Fine Arts). En 2004 comenzó a trabajar para Sean Cody, donde empieza su carrera como actor pornográfico. Desde entonces también ha trabajado para Falcon Entertainment, TitanMen, RandyBlue y Cocksure Men. Actualmente vive en Baltimore, Maryland.

## Política
Keller es comunista y considera que sus creencias comunistas son el resultado de una rigurosa educación cristiana con las Asambleas de Dios. En las elecciones presidenciales de los Estados Unidos de América de 2016 votó por Donald Trump y declaró:

Voto por Trump, creo que es una fuerza desestabilizadora. Lo dudo y no sé exactamente quién lo apoya. Pero dada la eterna oposición al Partido Republicano, me lleva a creer que lo que él representa puede ser una fuerza desestabilizadora, y ha llamado a Rusia y China, lo que de alguna manera puede ser algo alentador.